# Кумару (Пернамбуку)
Кумару (порт. Cumaru) — муниципалитет в Бразилии, входит в штат Пернамбуку. Составная часть мезорегиона Сельскохозяйственный район штата Пернамбуку. Входит в экономико-статистический микрорегион Медиу-Капибариби. Население составляет 16 316 человек на 2007 год. Занимает площадь 292 км². Плотность населения — 56 чел./км².

## История
Город основан в 1892 году.

## Статистика
- Валовой внутренний продукт на 2005 год составляет 58 728 000 реалов (данные: Бразильский институт географии и статистики).
- Валовой внутренний продукт на душу населения на 2005 год составляет 1757 реалов (данные: Бразильский институт географии и статистики).
- Индекс развития человеческого потенциала на 2000 год составляет 0,575 (данные: Программа развития ООН).

## География
В соответствии с классификацией Кёппена, климат относится к категории BSh.

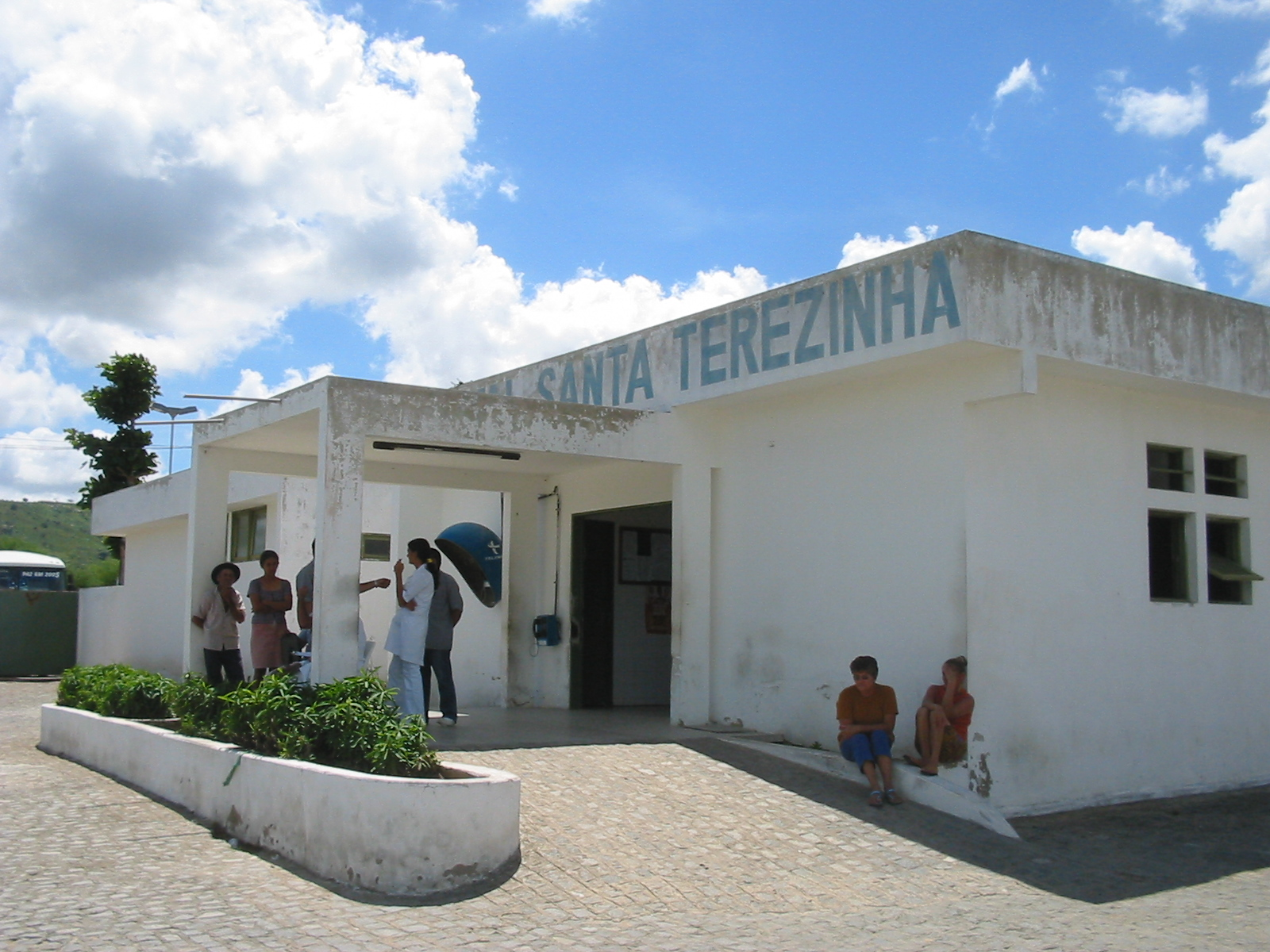